# David Robertson (baseballista)
David Alan Robertson (ur. 9 kwietnia 1985) – amerykański baseballista występujący na pozycji miotacza (relief pitchera) w Philadelphia Phillies.

## College
Po ukończeniu Central-Tuscaloosa High School w Tuscaloosa w stanie Alabama, w 2005 podjął studia na University of Alabama, gdzie w latach 2005–2006 grał w drużynie uniwersyteckiej Alabama Crimson Tide. Podczas pierwszego roku występów w NCAA zanotował bilans W-L 7–5 w 32 meczach, uzyskał wskaźnik ERA 2,92, zaliczył 8 save’ów i został wybrany do Freshman All America Squad. Ponadto magazyn Baseball America umieścił go we Freshman All-American Squad. W 2006 wywalczył wraz z zespołem Crimson Tide mistrzostwo Southeastern Conference. W tym samym roku występował w lidze letniej w Yarmouth-Dennis Red Sox, gdzie otrzymał tytuł najbardziej wartościowego zawodnika w playoff.

## Major League Baseball

### New York Yankees

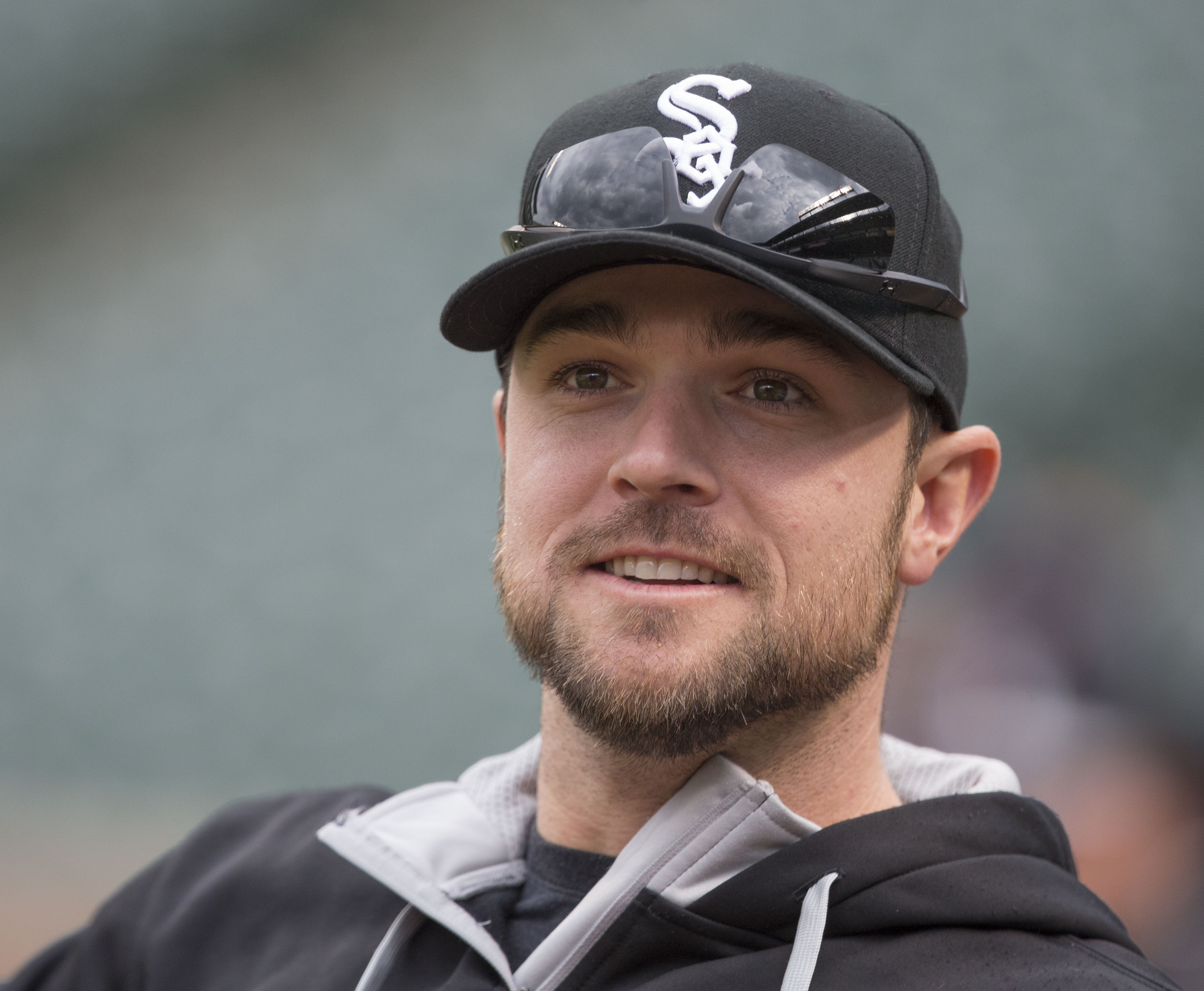
David Robertson jako zawodnik Chicago White Sox

6 czerwca 2006 został wybrany w 17. rundzie draftu przez New York Yankees i 21 sierpnia 2006 podpisał kontrakt z organizacją tego klubu. Zawodową karierę rozpoczął w 2007 w Charleston River Dogs (poziom Class A), następnie grał w Tampa Yankees (Class A Advanced) i Trenton Thunder (Double-A). Sezon 2008 rozpoczął od występów w Trenton Thunder, skąd został przesunięty do Scranton/Wilkes-Barre Yankees (Triple-A).
28 czerwca 2008 Robertson został powołany do 40-osobowego składu New York Yankees i dzień później zadebiutował w Major League Baseball w meczu przeciwko New York Mets, w którym rozegrał dwie zmiany, zaliczył strikeout, oddał 4 uderzenia i jednego runa. Pierwsze zwycięstwo zanotował 19 lipca 2008 w meczu z Oakland Athletics, wygranym przez Yankees 4–3 po dwunastu zmianach. W 2009 zagrał w dwóch meczach World Series, w których Yankees pokonali Philadelphia Phillies 4–2.
W lipcu 2011 po raz pierwszy otrzymał powołanie do AL All-Star Team, w zastępstwie kontuzjowanego Davida Price’a z Tampa Bay Rays. W tym samym roku zaliczył 100 strikeoutów i został pierwszym relieverem Yankees od 1996 (Mariano Rivera), który osiągnął ten pułap w sezonie zasadniczym. Po zakończeniu kariery przez Riverę, w marcu 2014 Robertson został pierwszym closerem zespołu. W sezonie 2015 zaliczył 39 save’ów. W listopadzie 2015 odrzucił ofertę nowego kontraktu i został wolnym agentem.

### Późniejszy okres
W grudniu 2014 podpisał czteroletni kontrakt wart 46 milionów dolarów z Chicago White Sox. Jako nowy closer zespołu w sezonie 2015 wystąpił w 60 meczach i zaliczył 34 save'y. 18 lipca 2017 w ramach wymiany zawodników przeszedł do New York Yankees. W styczniu 2019 podpisał jako wolny agent dwuletni kontrakt z Philadelphia Phillies.

## Nagrody i wyróżnienia
| Nagroda/wyróżnienie      | Lata | Źródło |
| All-Star                 | 2011 | [ 11 ] |
| Zwycięzca w World Series | 2009 | [ 10 ] |